# Pseudoaffix
Pseudoaffix (auch: Scheinaffix, Quasiaffix, Pseudopräfix, Pseudosuffix) ist in der Linguistik ein (scheinbar) nicht zum Wortstamm gehörender morphologischer Rest eines Wortes, der kein Allomorph eines Morphems ist, aber die Form eines Affixes hat wie „-e“ in „Möw-e“, „Blum-e“.

## Quelle
Torsten Siever, Peter Schlobinski, Jens Runkehl: Kleines Wörterbuch zur Linguistik. Projekt sprache@web am Deutschen Seminar an der Universität Hannover. mediensprache.net, abgerufen am 24. Mai 2011